# Batalla de Núremberg (1945)
La Batalla de Nuremberg fue una batalla de cinco días entre las fuerzas del Séptimo Ejército de los Estados Unidos por un lado, y la Alemania nazi y voluntarios del Ejército de Liberación Ruso  en el otro durante la Segunda Guerra Mundial. La batalla vio algunos de los más feroces combates urbanos durante la guerra y tomó cuatro días para que los Estados Unidos capturaran la ciudad. La batalla fue un golpe a la Alemania nazi porque Núremberg fue un centro del régimen nazi. Muchas manifestaciones tuvieron lugar en la ciudad y para bajar la ciudad a los estadounidenses tomaron una pesada carga sobre ya la baja moral alemana. A pesar de que las fuerzas estadounidenses en gran medida superaron en número a las fuerzas alemanas, hasta el 20 de abril el 7.º Ejército tomó el centro de la ciudad. La batalla devastó la ciudad.

## Antecedentes
Los Estados Unidos, Reino Unido, Francia y Canadá invadieron conjuntamente Alemania desde el oeste, el 8 de febrero de 1945. El ejército alemán tuvo fuertes pérdidas cuando los ejércitos aliados cruzaron el Rin y rodearon el área del Ruhr como con los ejércitos soviéticos y polacos empujados desde el este. En abril los ejércitos aliados y los ejércitos soviéticos se acercaban el uno al otro, la constricción de un espacio ya estrecha del territorio controlado por los alemanes que va desde Berlín a Múnich y a Núremberg incluido. A medida que el 12º Grupo de Ejércitos continuó empujando hacia el oeste de Berlín, el Sexto Grupo de Ejércitos recibió órdenes para empujar hacia el sur de Alemania y en Austria. A pesar de la resistencia más pesada del ejército alemán en el sur, en comparación con el norte, el séptimo de EE. UU. Ejército salió de su cabeza de puente en el Rin al sur de Frankfurt el 28 de marzo. Después de intensos combates, el Séptimo ejército estadounidense capturó Aschaffenburg en Baviera el 3 de abril y Heilbronn en Württemberg el 12 de abril, que dejó Núremberg abierta al ataque estadounidense. El 12 de abril el alto mando alemán ordenó a la defensa incondicional de todas las ciudades y Hitler colocó al Comisionado de Defensa del Reich y Gauleiter de Franconia Karl Holz a cargo del ejército alemán en torno a Núremberg. El 15 de abril el séptimo ejército avanzó hacia Núremberg, capturando rápidamente Bamberg en el proceso. Como el séptimo ejército se acercaba a Núremberg, Holz ordenó la creación de barreras antitanque, así como cañones antiaéreos alrededor de la ciudad vieja. Las fuerzas de Holz estaban fuertemente superados en número, pero aun así creyó que "los americanos caerán tarde o temprano".

## La batalla
Para el 16 de abril, el séptimo Ejército había comenzado su asalto a Núremberg, no desde el oeste como Holz esperaba, sino que desde el este y noroeste. Al final del día, los estadounidenses habían capturado las afueras de Erlenstegen y Buch. Arthur Schoeddert, un agente de policía de la artillería antiaérea, no pudo ejecutar las órdenes de Hitler para hacer estallar las plantas de agua, electricidad y gas  en la ciudad. Para el 17 de abril, el séptimo ejército capturó el patio de cálculo de referencias y sus alrededores, así como los barrios Veilhofstrasse y Woehrd. Por la tarde, el aeropuerto, situado al norte, fue capturado y la artillería estadounidense comenzó a bombardear la ciudad vieja. Las tropas estadounidenses se encontraron con una feroz resistencia en la ciudad vieja el 18 de abril, que destruyó y dañó muchos edificios convirtiéndolos en escombros, incluyendo el castillo histórico de la ciudad. El 18 de abril, la artillería estadounidense continuó  bombardeando la ciudad vieja, donde llegaron las tropas estadounidenses a través de la Burgschmietstrasse. El 20 de abril, la 3ª División de Infantería bajo el mando del mayor general John W. O'Daniel y la 45ª División de Infantería bajo el mando del General Robert T. Frederick pusieron sitio a la ciudad vieja. La resistencia alemana fue tan grande que hubo que desplegar la artillería pesada americana y el apoyo aéreo. Holz ordenó a sus hombres seguir luchando. El mismo Holz estuvo atrapado en la estación de policía de la ciudad, pero continuó resistiéndose. Después de que las tropas estadounidenses le dieran cuatro posibilidades de rendirse pacíficamente, fue asesinado mientras las tropas estadounidenses invadían el edificio. Tras la muerte de Holz, el coronel Wolf, quien asumió el mando, se dio cuenta de que la ciudad ya no podría resistir más y a las 11:00, ordenó que todas las tropas alemanas se rindieran en la zona.